# Mauritia arabica
Ốc sứ Ả rập (Danh pháp khoa học: Mauritia arabica; trước đây là Cypraea arabica) là một loài ốc biển trong họ Cypraeidae.

## Đặc điểm
Ốc có vỏ hình ống, dài 46 mm. Kich cỡ: 24–105 mm. Mặt lưng màu xám mang nhiều đốm tròn trắng bặc, có một đường trắng bạc từ đáy đến đỉnh vỏ. Hai bờ bụng màu vàng, có nhiều đốm màu đen. Mặt bụng tương đối phẳng, răng dày, mịn, lỗ mở hẹp. 

## Phân loài
- Mauritia arabica arabica (Linnaeus, 1758)
- Mauritia arabica grayana Schilder, 1930
- Mauritia arabica immanis Schilder & Schilder, 1938
- Mauritia arabica merguina Lorenz & Huber, 1993

## Tập tính
Sống trên các rạn san hô vùng triều, có khi xuống đến dươi triều. Chúng phân bổ ở Đông châu Phi, Polynesia, Thái Bình Dương. Việt Nam: Đà Nẵng (Cù Lao Chàm), Khánh Hòa (Vịnh Vân Phong - Bến Gỏi), Trường Sa, Vũng Tàu. Là loài qúy hiếm, có giá trị mỹ nghệ và sưu tập. 